# Louis-Marie Horeau
Louis-Marie Horeau est un journaliste français, né en 1948.
Il est corédacteur en chef du Canard enchaîné de 2012 à 2017

## Biographie
Formé à l'Université de Paris VIII (Vincennes), il entre à Combat en 1970 comme coupeur de dépêches avant d'intégrer la rédaction. Il fait ensuite quelques piges pour Politique-Hebdo, puis il fait partie de l'équipe qui crée Le Quotidien de Paris en 1974, jusqu'à sa fermeture provisoire en 1978. Il fait à nouveau des piges à Télérama et au Canard enchaîné, recruté pour ce dernier par Claude Angeli en 1979.
Au Canard enchaîné, il est spécialisé dans la rubrique judiciaire ; il est également chargé du contentieux, et de la défense du journal. Il est nommé rédacteur en chef adjoint, chargé de l'information, en remplacement de Claude Roire, parti à la retraite en avril 2008.
À propos de l'affaire Robert Boulin, Louis-Marie Horeau, dans Le Canard Enchainé du 27 juin 2007, résume ironiquement la théorie du complot :

« Il faut rendre hommage appuyé à l'assassin. Ou plutôt aux assassins, car ils sont nombreux et talentueux. Ils ont écrit eux-mêmes les lettres, dactylographiées sur la machine personnelle de Robert Boulin. Ils ont imité l'écriture du ministre pour les ajouts. Ensuite ils ont envoyé une équipe dans un centre de tri postal des Yvelines pour récupérer les vraies lettres postées par Boulin à Montfort-l'Amaury quelques heures avant sa mort et les remplacer par les fausses annonçant son suicide. Un complice a volé le Valium et déposé dans la corbeille le faux brouillon de la fausse lettre. Avant de déposer le mot d'adieu dans la voiture, de noyer le ministre dans moins d'un mètre d'eau, non sans l'avoir préalablement drogué au Valium. Sans oublier l'action d'une autre équipe chargée de récupérer les dossiers compromettants. Il y a quelques journalistes qui défendent ce scénario le plus sérieusement du monde. »

En mars 2012, il devient corédacteur en chef du Canard enchaîné, en remplacement de Claude Angeli, qui quitte cette fonction,.
À la demande du parquet de Paris il est entendu par la police à 10 heures le 11 mai 2017 à la suite d'une plainte déposée le 13 avril 2017 par François Fillon au titre de l'article L97 du Code électoral, qui réprime la propagation de « fausses nouvelles, bruits calomnieux ou autres manœuvres frauduleuses » ayant eu pour effet de détourner les suffrages. Cette plainte sera classée sans suite en décembre 2017, l'enquête ayant confirmé l'exactitude des informations publiées par le Canard.
Il quitte son poste de corédacteur en chef du Canard enchaîné en 2017, remplacé par Jean-François Julliard.
Il est le père de la journaliste Aude Rossigneux, issue de son union avec Brigitte Rossigneux qui était alors sa collègue au Canard enchaîné.